# Arthur Barker
Arthur R. Barker, detto Doc (Aurora, 6 aprile 1899 – Alcatraz, 13 gennaio 1939), è stato un criminale statunitense.
Fu un leader della banda Barker-Karpis, di cui era a capo insieme ad Alvin Karpis.
La sua vita fu caratterizzata da continui arresti e rilasci di prigione, tanto da guadagnarsi lo pseudonimo di Doc Barker.

## Biografia
Nacque ad Aurora, nel Missouri; i suoi genitori erano George E. Barker e Kate "Ma" Barker ed aveva sei fratelli. Dagli anni 1920, Barker con sua madre ed Alvin Karpis cominciarono a commettere vari crimini come furti, omicidi e rapimenti. In seguito ad un arresto, avvenuto il 19 febbraio 1920, Barker scappò dalla prigione di Joplin; dopo la fuga continuò a commettere molte rapine a mano armata ed assassinò due persone.
Nel 1934, con la sua banda, rapì a scopo d'estorsione un banchiere del Minnesota, Edward G. Bremer. Il 16 gennaio 1935 venne arrestato e condannato al carcere a vita presso il penitenziario federale di Leavenworth. Sempre in quell'occasione, sua madre, "Ma" Barker, fu uccisa dalla polizia ed un anno più tardi Barker e Karpis furono mandati ad Alcatraz, dove Barker divenne il detenuto di Alcatraz n. AZ268.

### La fuga
Barker, con Henri Young, Rufus McCain, Dale Stamphill e William Martin, tentò una fuga da Alcatraz, nella notte del 13 gennaio 1939. Il tentativo andò a vuoto: Barker e Stamphill furono uccisi dalle guardie; proprio sul punto di evasione, Barker ammise di non saper nuotare e quindi si attardò. Martin, Young e McCain, a loro volta attardati da Barker, furono ripresi e ricondotti in prigione. "Doc" Barker oggi riposa in una tomba anonima presso l'Olivet Memorial Park di Colma, in California; un cenotafio  è stato eretto a suo nome accanto alle tombe dei genitori e fratelli a Welch, nell'Oklahoma.